# Hamun-e Dżazmurijan

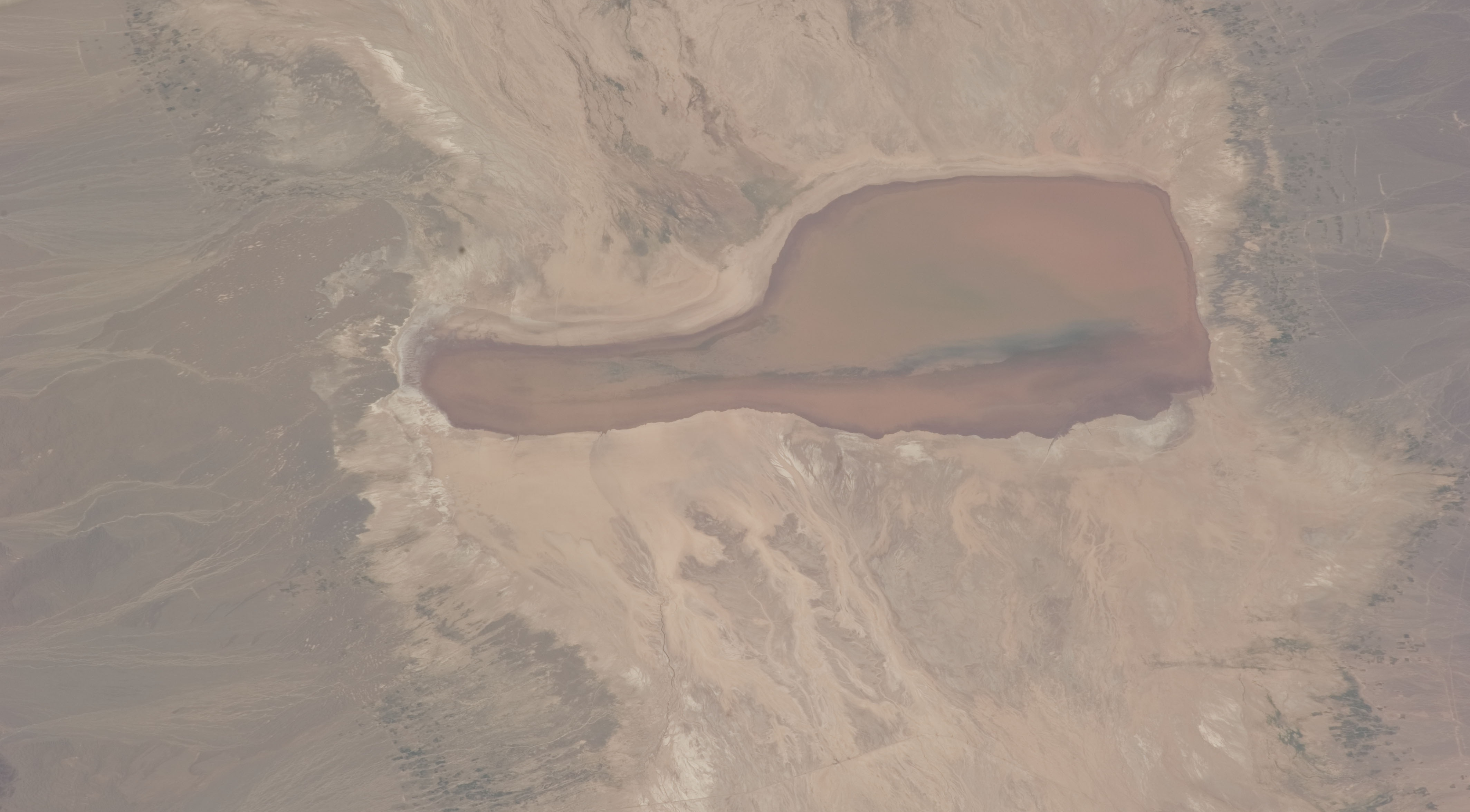
Widok z przestrzeni kosmicznej

Hamun-e Dżazmurijan – dawne słone jezioro, a obecnie solnisko w kotlinie Sistan, w południowo-wschodnim Iranie. Jego powierzchnia wynosi ok. 1815 km², a wymiary to 55*33 km. Jest zasilane przez rzeki okresowe i stałe.